# Feng Bin
Feng Bin (en chino: 冯彬, Penglai, 3 de abril de 1994) es una deportista china que compite en atletismo, especialista en la prueba de lanzamiento de disco.
Participó en tres Juegos Olímpicos de Verano, entre los años 2016 y 2024, obteniendo una medalla de plata en París 2024, en la prueba de disco, y el octavo lugar en Río de Janeiro 2016, en la misma prueba.
Ganó dos medallas en el Campeonato Mundial de Atletismo, en los años 2022 y 2023.

## Palmarés internacional
| Juegos Olímpicos   | Juegos Olímpicos        | Juegos Olímpicos  | Juegos Olímpicos |
| Año                | Lugar                   | Medalla           | Prueba           |
| ------------------ | ----------------------- | ----------------- | ---------------- |
| 2024               | París (Francia)         | Medalla de plata  | Disco            |
| Campeonato Mundial |                         |                   |                  |
| Año                | Lugar                   | Medalla           | Prueba           |
| 2022               | Eugene (Estados Unidos) | Medalla de oro    | Disco            |
| 2023               | Budapest (Hungría)      | Medalla de bronce | Disco            |